# Кетяска (комуна)
Кетяска (рум. Căteasca) — комуна у повіті Арджеш в Румунії. До складу комуни входять такі села (дані про населення за 2002 рік):
- Грую (717 осіб)
- Катанеле (465 осіб)
- Кетяска (650 осіб)
- Кошері (320 осіб)
- Реча (332 особи)
- Сіліштя (533 особи)
- Чирешу (734 особи)

Комуна розташована на відстані 88 км на північний захід від Бухареста, 19 км на південний схід від Пітешть, 111 км на північний схід від Крайови, 107 км на південний захід від Брашова.

## Населення
За даними перепису населення 2002 року у комуні проживала 3751 особа. Усі жителі комуни рідною мовою назвали румунську.
Національний склад населення комуни:
| Національність | Кількість осіб | Відсоток |
| -------------- | -------------- | -------- |
| румуни         | 3737           | 99,6%    |
| цигани         | 13             | 0,3%     |
| угорці         | 1              | < 0,1%   |

Склад населення комуни за віросповіданням:
| Релігія            | Кількість осіб | Відсоток |
| ------------------ | -------------- | -------- |
| православні        | 3638           | 97,0%    |
| п'ятдесятники      | 102            | 2,7%     |
| унітарії           | 8              | 0,2%     |
| римо-католики      | 2              | 0,1%     |
| не вказали релігію | 1              | < 0,1%   |